# Железников, Глеб Олегович
Глеб Олегович Железников (бел. Глеб Алегавіч Жалезнікаў; род. 31 июля 1997, Витебск) — белорусский футболист, полузащитник могилёвского «Днепра».

## Карьера
Начинал заниматься футболом в оршанской ДЮСШ №2, а позже продолжил выступать на юношеском уровне в поставском ПМЦ. В 2014 году футболист футболист перешёл в бобруйскую «Белшину», где стал выступать за дублирующий состав. За основную команду бобруйского клуба футболист дебютировал 15 июня 2016 года в матче против минского «Динамо», выйдя на замену на 79 минуте матча. В дальнейшем футболист продолжил выступать за дублирующий состав. В январе 2017 года футболист на правах свободного агента присоединился к «Орше». Дебютировал за клуб футболист 29 апреля 2017 года в матче против «Сморгони», выйдя на замену на 78 минуте. Дебютным забитым голом за клуб футболист отличился 14 июня 2017 года в матче Кубка Беларуси против пинской СДЮШОР №3. В августе 2017 года футболист на правах свободного агента стал игроком «Осиповичей». Дебютировал за клуб 5 августа 2017 года против «Белшины». В матче 12 августа 2017 года против столбцовского клуба «Неман-Агро» отличился забитым дублем. По окончании сезона футболист покинул клуб.
В марте 2018 года футболист на правах свободного агента присоединился к пинской «Волне». Дебютировал за клуб футболист 7 апреля 2018 года в матче против бобруйской «Белшины», выйдя на поле в стартовом составе. Дебютным забитым голом за клуб футболист отличился 13 июня 2018 года в матче Кубка Беларуси против красносельского «Цементника». В июле 2018 года футболист покинул пинский клуб. В августе 2018 года футболист присоединился к «Орше». Первый матч за клуб футболист сыграл 4 августа 2018 года гомельского «Локомотива», выйдя на поле в стартовом составе. В оршанском клубе футболист сразу же закрепился в основной команде, став одним из ключевых игроков. По итогам сезона 2020 года футболист был признан лучшим игроком клуба. В матче 22 августа 2021 года против «Барановичей» футболист отличился своим забитым дублем. На протяжении чемпионата в 2021 году футболист стал одним из лидеров оршанского клуба, завершив сезон с 9 забитыми голами и 5 результативными передачами. По окончании сезона футболист покинул клуб.
В январе 2022 года футболист проходил просмотр в могилёвском «Днепре». В феврале 2022 года футболист официально присоединился к могилёвскому клубу. Вместе с клубом футболист отправился выступать в Высшую лигу, который получил право на участие после снятия с чемпионата брестского «Руха». Дебютировал за клуб футболист 7 марта 2022 года в матче Кубка Беларуси против гродненского «Немана», выйдя на поле в стартовом составе. Первый матч в чемпионате футболист сыграл 20 марта 2022 года в матче против бобруйской «Белшины». Дебютным забитым голом за клуб футболист отличился 10 сентября 2022 года в матче против «Витебска». По итогу сезона футболист вместе с клубом завершил чемпионат на итоговом последнем месте, вылетев в Первую лигу. В январе 2023 года футболист продлил контракт с могилёвским клубом ещё на сезон. Однако футболист ещё до начала сезона получил серьёзную травму, так и не вернувшись в расположение могилёвского клуба. В сентябре 2023 года футболист покинул клуб, расторгнув контракт по соглашению сторон.
В январе 2024 года футболист на правах свободного агента присоединился к «Орше», подписав контракт до конца сезона. Первый матч за клуб футболист сыграл 6 апреля 2024 года против жодинского «Торпедо-БелАЗ-2», выйдя на поле в стартовом составе и отличившись первой в сезоне результативной передачей. Первым забитым голом за клуб футболист отличился 5 мая 2024 года в матче против «Барановичей». Выступал за клуб футболист в роли одного из основных игроков клуба, отличившись 4 забитыми голами и 5 результативными передачами. В январе 2025 года футболист присоединился к тренировкам вместе с могилёвским «Днепром». В феврале 2025 года футболист официально стал игроком могилёвского клуба, с которым подписал контракт до конца сезона. Первый матч за клуб футболист сыграл 29 марта 2025 года против долбизновской «Нивы», выйдя на замену на 72 минуте. Первым забитым голом за клуб футболист отличился 9 мая 2025 года в матче против пинской «Волны».